# Ștefan Constantin Berariu
Ștefan Constantin Berariu (n. 14 ianuarie 1999, Dumbrăveni, România) este un canotor român. El este campion european, medaliat cu argint olimpic și argint la Campionatele Mondiale de Canotaj.

## Carieră
El a câștigat aurul la evenimentul de patru vâsle la Campionatele Europene de Canotaj din 2018 și argintul la Campionatele Mondiale de Canotaj din 2019. În 2021, a câștigat medalia de argint la Campionatele Europene de Canotaj și la Jocurile Olimpice de vară de la Tokyo în proba de patru rame. La Campionatele Europene din 2022 a obținut medalia de bronz.
În anul 2023, Ștefan Berariu a devenit vicampion european cu barca României de 8+1. La Campionatul European din 2024 românii a obținut bronzul. În același an Berariu a participat la Jocurile Olimpice de la Paris unde s-a clasat pe locul 5 în proba de patru rame.

## Disctincții
- 2025 - Cetățean de onoare al Craiovei[7]